# Kotlet rzymski
Kotlet rzymski – panierowany i usmażony kawałek sera żółtego. Potrawa smażona zazwyczaj na patelni przy użyciu niewielkiej ilości tłuszczu, np. oleju jadalnego. Najczęściej kotlety rzymskie przygotowuje się z panierowanego sera Gouda lub podobnego. Gruby plaster sera (ok. 5–10 mm) przed smażeniem obtacza się dwukrotnie i na przemian w jajku zmieszanym z pieprzem i oregano oraz w bułce tartej, aby uzyskać jednolitą panierkę, co zapobiega wyciekaniu stopionego sera podczas smażenia. Można podawać go z dodatkami, podobnie jak kotlety mięsne. Smakowo kotlety rzymskie dobrze komponują się z frytkami oraz sosem tatarskim i różnymi surówkami, a także z konfiturą żurawinową.